# Tiempo bala
El tiempo bala (en inglés, bullet time) es una técnica visual que consiste en una ralentización extrema de la acción para permitir ver movimientos o sucesos muy veloces, como el recorrido de una bala, al mismo tiempo que la cámara se desplaza y modifica el ángulo de visión. También es usado para crear efectos dramáticos, como en la película The Matrix.

## Historia
El primero en utilizar un grupo de cámaras para congelar el movimiento fue Eadweard Muybridge, en pleno siglo XIX, mucho antes de la invención del cine. Muybridge ideó un método para capturar el movimiento de un caballo a galope utilizando una serie de cámaras en fila que se accionan cuando el animal, al correr, rompe una serie de hilos conectados a los obturadores. Durante la década de los 40, el profesor Harold Eugene Edgerton del Massachusetts Institute of Technology (MIT) utilizó luces estroboscópicas para congelar el movimiento de una bala, lo que puede ser también considerado predecesor del tiempo bala. Incluso antes de ser utilizado en vídeo con personas, el tiempo bala se utilizó también en animación. Un ejemplo lo encontramos al final del opening de Speed Racing (1966) en la versión japonesa. El protagonista salta del coche y la cámara describe un arco alrededor del personaje.
La primera vez que se utilizó el tiempo bala en un videoclip fue en 1985. La canción era Midnight Mover, del grupo Accept.  En 1995, Michael Gondry, considerado por muchos el padre del tiempo bala, realizó utilizando esta técnica (junto con la compañía de efectos especiales BUF Compagnie) el videoclip Like a Rolling Stone, versión de los Rolling Stones de la canción de Bob Dylan. Dos años más tarde utiliza el tiempo bala para un anuncio de Smirnoff.
Pero fue en 1999 cuando con el film "Matrix" (1999) se popularizó el tiempo bala tal como lo conocemos. De hecho, el término, que entonces ya existía, estuvo registrado como marca en Estados Unidos por la empresa Warner. El efecto tiempo bala de Matrix fue ideado por John Gates y Manex Visual Effects. El tiempo bala en The Matrix Reloaded (2003) y The Matrix Revolutions (2003) evolucionó respecto a Matrix gracias a la aparición de imágenes en alta definición generadas por ordenador.
El tiempo bala y la cámara lenta han convertido también en un aspecto clave en la mecánica de muchos videojuegos. El primero en experimentar con la técnica fue Requiem: Avenging Angel (1999). Pero fue en 2001 cuando Max Payne, de Remedy Entertainment, introdujo una mecánica de cámara lenta que permitía a los jugadores ver los recorridos que seguían las balas. Aunque el videojuego "Max Payne" se empezó a producir mucho antes que Matrix, éste tuvo una influencia importante en cuanto al tiempo bala. Como curiosidad, el efecto bala se utilizó por primera vez en un concierto en directo el año 2003 de Red Hot Chili Peppers en Live At Slane Castle y en octubre de 2009 con motivo de la grabación del DVD en direct de Creed, Creed Live.

## Técnica

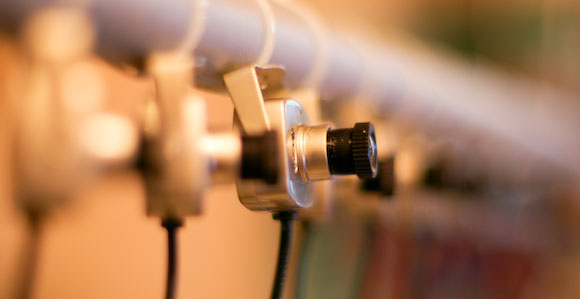
Una fila de cámaras para filmar un efecto visual de "tiempo bala".

En un principio el tiempo bala era creado mediante una serie de cámaras fotográficas fijas colocadas sobre una barra de sujeción de manera que apuntaran al sujeto u objeto a fotografiar desde diferentes situaciones y sin mucho espacio entre ellas. Estas cámaras realizaban múltiples fotografías y luego esas imágenes eran montadas como una sucesión de fotogramas en la que se intercalaban las imágenes que habían capturado las sucesivas cámaras. De esta manera se hacían varias fotografías para que posteriormente fueran montadas al software de edición fotográfica, intercalando las diferentes tomas al uso de un time lapse. Luego las imágenes se aceleraban a velocidades de 24 fotogramas por segundo para conseguir el efecto de ralentización adecuado, con el efecto de la cámara desplazándose lateralmente mientras enfoca el mismo sujeto.
Más tarde la técnica fue mejorada y perfeccionada utilizando cámaras de vídeo de alta definición y la postproducción digital, aunque en esencia la técnica sigue siendo la misma.
Esta técnica es mucho más fácil de usar con imágenes que han sido totalmente creadas por ordenador, como en videojuegos y películas de animación en 3D. Para conseguir efectos más espectaculares hay películas que mezclan las imágenes capturadas por las cámaras con imágenes creadas completamente por ordenador.
El único inconveniente para realizar esta técnica a nivel semi-profesional sería la necesidad imprescindible de una gran cantidad de cámaras fotográficas, ya que la sincronización no es un problema (porque podría utilizarse un sincronizador inalámbrico o un cable disparador sincronizado).

## Aplicaciones en cine, videojuegos y eventos
La técnica del tiempo bala ha tenido múltiples aplicaciones, así como variaciones en la forma de llevarlo a cabo. Es por ello que en muchas de las escenas que se pueden mostrar como ejemplo de este efecto visual presentan diferencias y, en ocasiones, solo se encuentran puntos en común si hablamos de la velocidad ultrarrelentizada, capaz de captar un movimiento tan rápido como el de una bala.
Una de las primeras aplicaciones en el cine fue con Kill and Kill Again en 1981, pero cuando realmente empezó a popularizarse fue a partir de la película Blade (1998) y la trilogía Matrix (1999).
También se utilizó en la serie animada Meteoro (Speed Racer), en la década de 1960, al inicio de cada episodio.
Otras aplicaciones de la técnica en videoclips fueron en:
- Videoclip de Suede "The Wild Ones", 1994. Dir. Howard Greenhalgh.   Archivado el 27 de noviembre de 2005 en Wayback Machine.
- Videoclip de The Rolling Stones "Like a Rolling Stone", 1995. Dir. Michel Gondry.
- Videoclip de Sting "Let Your Soul Be Your Pilot", 1996. Dir. Emmanual Carlier.  Archivado el 9 de marzo de 2006 en Wayback Machine.
- Videoclip de Smoke City "Underwater Love", 1996. Dir. Tim MacMillan
- "Little Bitty" vídeo de Alan Jackson 1996.
- Videoclip de Korn "Freak On A Leash", 1998.

Dentro del campo de los videojuegos destacaron entre otros:
- Max Payne (2001)
- Dead to Rights (2002)
- Max Payne 2: The Fall of Max Payne (2003)
- Enter the Matrix (2003)
- Metal Gear Solid: The Twin Snakes (Remake de Metal Gear Solid de PS1 en Game Cube) (2004)
- Tony Hawk's Underground 2
- Touhou: Perfect Cherry Blossom (2004)
- Prince of Persia (2004)
- GUN (2005)
- The Matrix Online (2005)
- The Matrix: Path of Neo (2005)
- True Crime: Streets of LA (2003)
- True Crime: New York City (2005)
- 10.000 Bullets (2005)
- F.E.A.R. (2005)
- Doom 3: Resurrection of Evil (2005)
- Dead to Rights II (2005)
- Need for Speed: Most Wanted (2005)
- Tomb Raider: Legend (2006)
- Need for Speed: Carbon (2006)
- Call of Juarez (2006)
- Tomb Raider: Anniversary (2007)
- Stranglehold (2007)
- Fallout 3 (2008)
- Red Dead Redemption (2010)
- Dead to Rights: Retribution (2010)
- Sniper: Ghost Warrior (2010)
- Viewtiful Joe (2004)
- Call of Duty: Black Ops (2010)
- Total Overdose (2005)
- Vanquish (2010)
- Max Payne 3 (2012)
- Grand Theft Auto V (2013)
- Metal Gear Solid V: The Phantom Pain (2015)
- Red Dead Redemption 2 (2018)
- Cyberpunk 2077 (2020)

Al margen de las propuestas destinadas al mercado, la técnica del tiempo bala también ha sido llevada a cabo por fotógrafos y profesionales del mundo audiovisual.
La aplicación del Tiempo Bala o Bullet Time en el sector de los eventos cobra relevancia al tratarse de una aplicación lúdica para los usuarios y una herramienta de Marketing Viral y Marketing Promocional para las Marcas y Agencias de Eventos.
Mediante el uso de aplicaciones que convierten las secuencias de imágenes en Gifs180º y Gifs 360°, las agencias de eventos utilizan esta técnica como medio de promoción a través de redes sociales que permiten la carga de éstos gifs.